# حزب خلق کاستاریکا
حزب خلق کاستاریکا حزبی کمونیست در این کشور است. این حزب در آوریل ۱۹۸۵ به عنوان انشعابی از حزب پیشتاز خلق تأسیس شد. بنیان‌گذار آن ادواردو مورا والورده بود. 
رهبر کنونی این حزب، پابلو مورالس ریورا است. 